# Ardèvol
Ardèvol és un poble del municipi de Pinós, al Solsonès, situat al peu de la Serra de Pinós i molt a prop del centre geogràfic de Catalunya. Antigament disposava d'un castell (també anomenada Torre d'Ardèvol) del qual només queda la torre de guaita rectangular. La població, d'uns 111 habitants (el 2008), viu repartida entre el nucli i les cases de pagès dispersades.

## Demografia

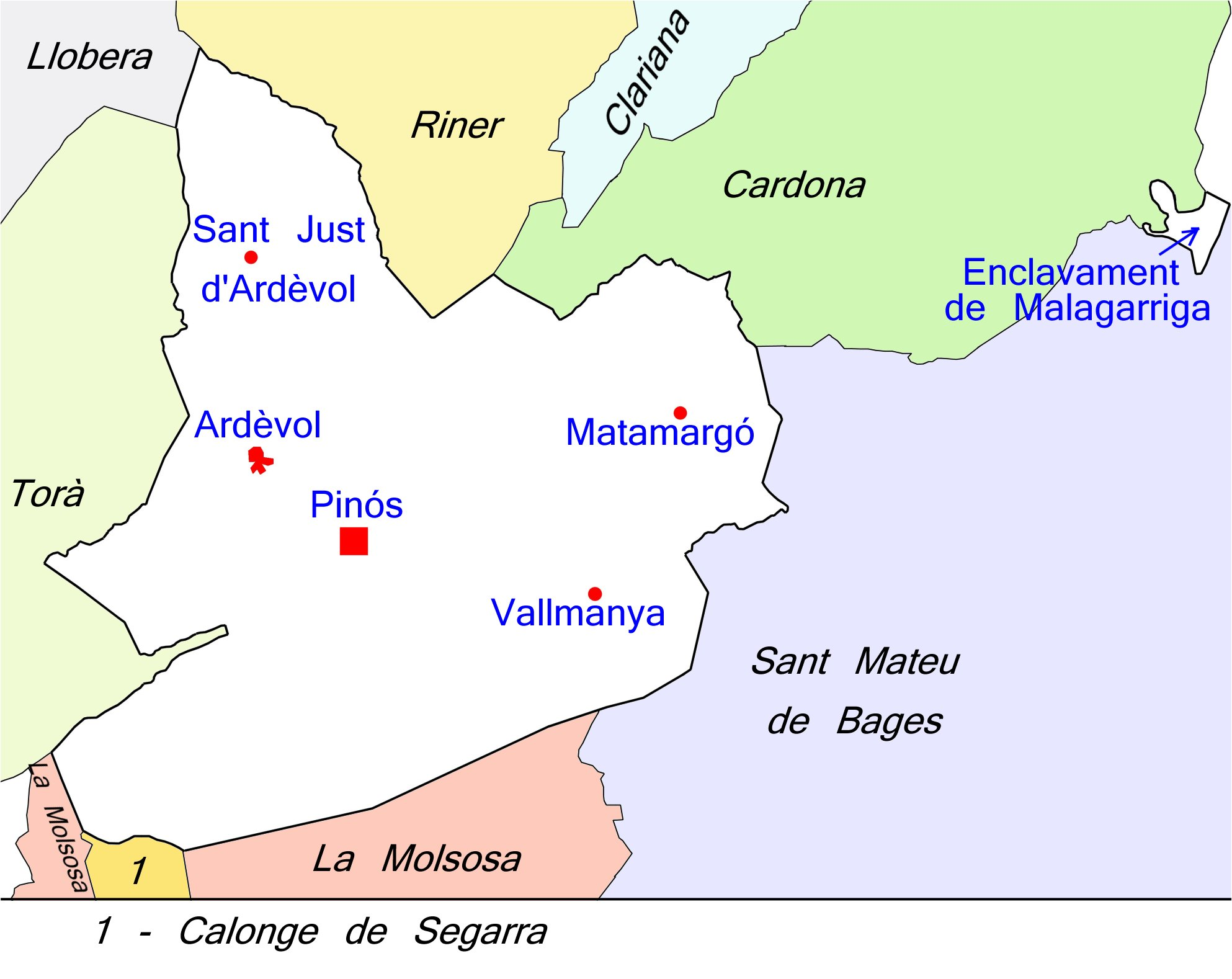
Mapa del municipi amb les seves entitats de població i els municipis limítrofs.

| Evolució demogràfica |            |            |            |                   |                   |                   |       |
| Any                  | Nucli urbà | Nucli urbà | Nucli urbà | Poblament dispers | Poblament dispers | Poblament dispers | Total |
| Any                  | Homes      | Dones      | Total      | Homes             | Dones             | Total             | Total |
| 2000                 | 0          | 0          | 0          | 69                | 56                | 125               | 125   |
| 2001                 | 0          | 0          | 0          | 62                | 54                | 116               | 116   |
| 2002                 | 0          | 0          | 0          | 63                | 53                | 116               | 116   |
| 2003                 | 0          | 0          | 0          | 61                | 52                | 113               | 113   |
| 2004                 | 0          | 0          | 0          | 62                | 52                | 114               | 114   |
| 2005                 | 0          | 0          | 0          | 59                | 52                | 111               | 111   |
| 2006                 | 2          | 5          | 7          | 60                | 52                | 112               | 119   |
| 2007                 | 19         | 21         | 40         | 42                | 37                | 79                | 119   |
| 2008                 | 18         | 22         | 40         | 37                | 34                | 71                | 111   |
| 2009                 | 17         | 18         | 35         | 38                | 35                | 73                | 108   |
| Font: [INE INE]      |            |            |            |                   |                   |                   |       |

| Evolució demogràfica |            |            |            |                   |                   |                   |       |
| Any                  | Nucli urbà | Nucli urbà | Nucli urbà | Poblament dispers | Poblament dispers | Poblament dispers | Total |
| Any                  | Homes      | Dones      | Total      | Homes             | Dones             | Total             | Total |
| 2010                 | 15         | 23         | 38         | 40                | 36                | 76                | 114   |
| 2011                 | 15         | 20         | 35         | 38                | 38                | 76                | 111   |
| 2012                 | 15         | 19         | 34         | 37                | 38                | 75                | 109   |
| 2013                 | 16         | 17         | 33         | 39                | 38                | 77                | 110   |
| 2014                 | 15         | 18         | 33         | 40                | 37                | 77                | 110   |
| 2015                 | 13         | 14         | 27         | 40                | 39                | 79                | 106   |
| Font: [INE INE]      |            |            |            |                   |                   |                   |       |

## Fills il·lustres
- Benet Tristany
- Rafael Tristany i Parera